# Systenoplacis multipunctatus
Systenoplacis multipunctatus là một loài nhện trong họ Zodariidae.
Loài này thuộc chi Systenoplacis. Systenoplacis multipunctatus được Lucien Berland miêu tả năm 1919.